# Futbolniy Klub Uralan
FC Elista (em língua russa ФК Элиста) é um clube de futebol localizado em Elista, Kalmykia, Rússia. Ele disputou a Segunda Divisão Russa pela zona sul e acabou falindo em 2006. Ele sucedeu o FC Uralan Elista.